# Yashica Mat-124 G
La Yashica Mat-124 G è una fotocamera biottica reflex di medio formato, con mirino a pozzetto e per l'uso di caricatori a pellicola formato 120 e 220, prodotta da Yashica tra il 1970 e il 1986. 
Il Mat-124 G è l'ultimo modello di biottica prodotta dalla casa, e a differenza di molte altre imitazioni della Rolleiflex di casa Franke e Heideke (come le Ricoh Ricohmatic, Kowa Kalloflex, o i corpi cinesi Seagull, francesi Semflex e tedeschi Welta Reflekta), le Yashica 124 sono considerate macchine di ottima qualità costruttiva, come d'altronde le Minolta Autocord. La grande diffusione nel campo amatoriale, e non solo, che ebbero all'epoca, fa sì che ad oggi si possano considerare una validissima alternativa alla Rolleiflex. 

## Caratteristiche
Essendo una reflex biottica (in inglese TLR, sigla di Twin-Lens Reflex ) è un tipo di fotocamera dotata di due obiettivi di pari lunghezza focale, uno più luminoso per la messa fuoco e l'altro completo di otturatore e diaframma coassiali per la ripresa fotografica. Entrambi sono connessi al frontale mobile, che avanza o indietreggia in base alla ruota di focalizzazione: ciò che è mostrato dal primo, sul vetro smerigliato del mirino a pozzetto, viene ripreso esattamente sul fotogramma, dal obiettivo di scatto. 

### Mirino

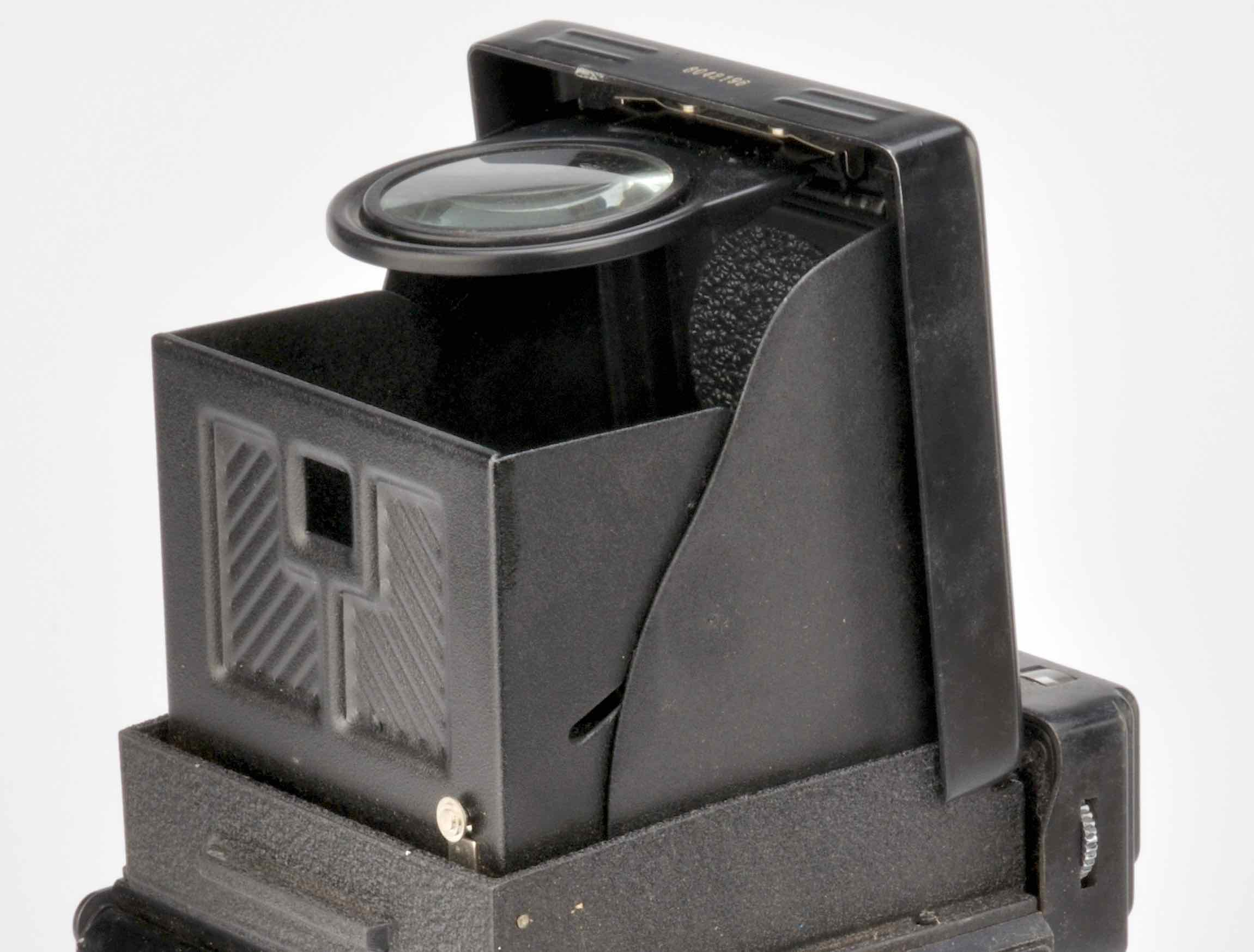
Mirino accurato con lente

Il mirino è a pozzetto, con un paraluce ripiegabile che lo circonda e gli fa ombra, per aumentare il contrasto durante l'inquadratura e la messa a fuoco. Lo schermo con lente di Fresnel è finemente smerigliato al centro e più grossolano intorno, e per migliorare la precisione del fuoco (accurato), c'è una lente d'ingrandimento ripiegabile che volendo si porta al centro del mirino. 

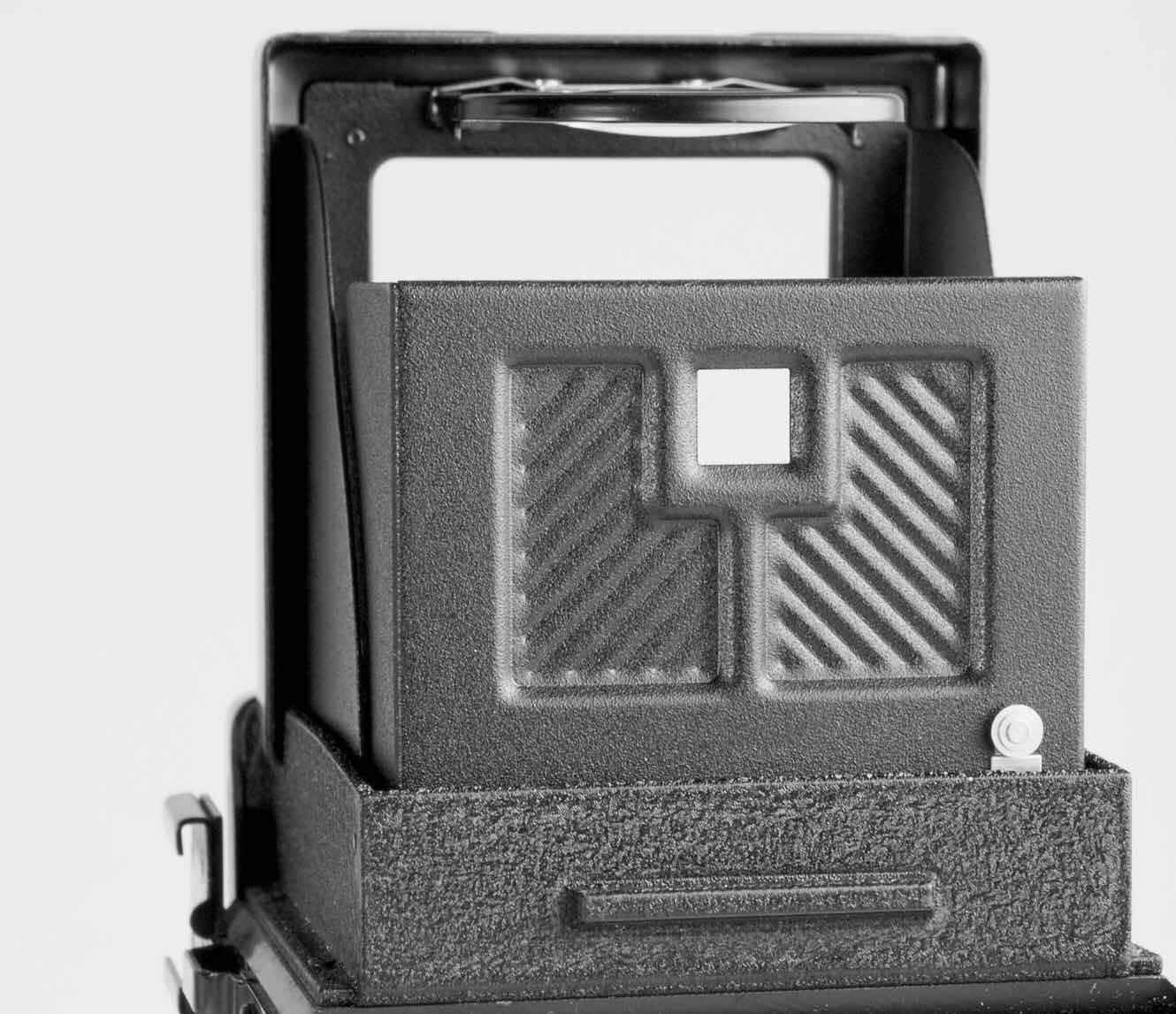
Mirino sportivo a cornici

Oltre a questo, c'è anche un "mirino sportivo", costituito da un foro quadrato praticato nel paraluce posteriore ed una apertura quadrata corrispondente nella parte anteriore: il fotografo può inquadrare la scena attraverso questo tipo di mirino, invece di usare il vetro smerigliato, e risulta utile nel seguire soggetti in rapido movimento, ma non consente la messa a fuoco. D'altro canto non è facilissimo giudicare la composizione attraverso il mirino sportivo, ma fa il suo lavoro.
Il sistema a pozzetto, però, è un po' diverso dal mirino delle fotocamere reflex con pentaprisma, dove l'immagine è raddrizzata completamente; l'immagine del pozzetto viene raddrizzata dallo specchio solo sul lato alto-basso (capovolta), quindi appare dritta, ma resta speculata sul lato sinistra-destra, e così quando ci si sposta per esempio a sinistra, l'immagine nel mirino sembra correre verso destra (e vicevrsa), lasciando quasi tutti i fotografi piuttosto spiazzati. Bisognerà farci l'abitudine col tempo.

### Obiettivi

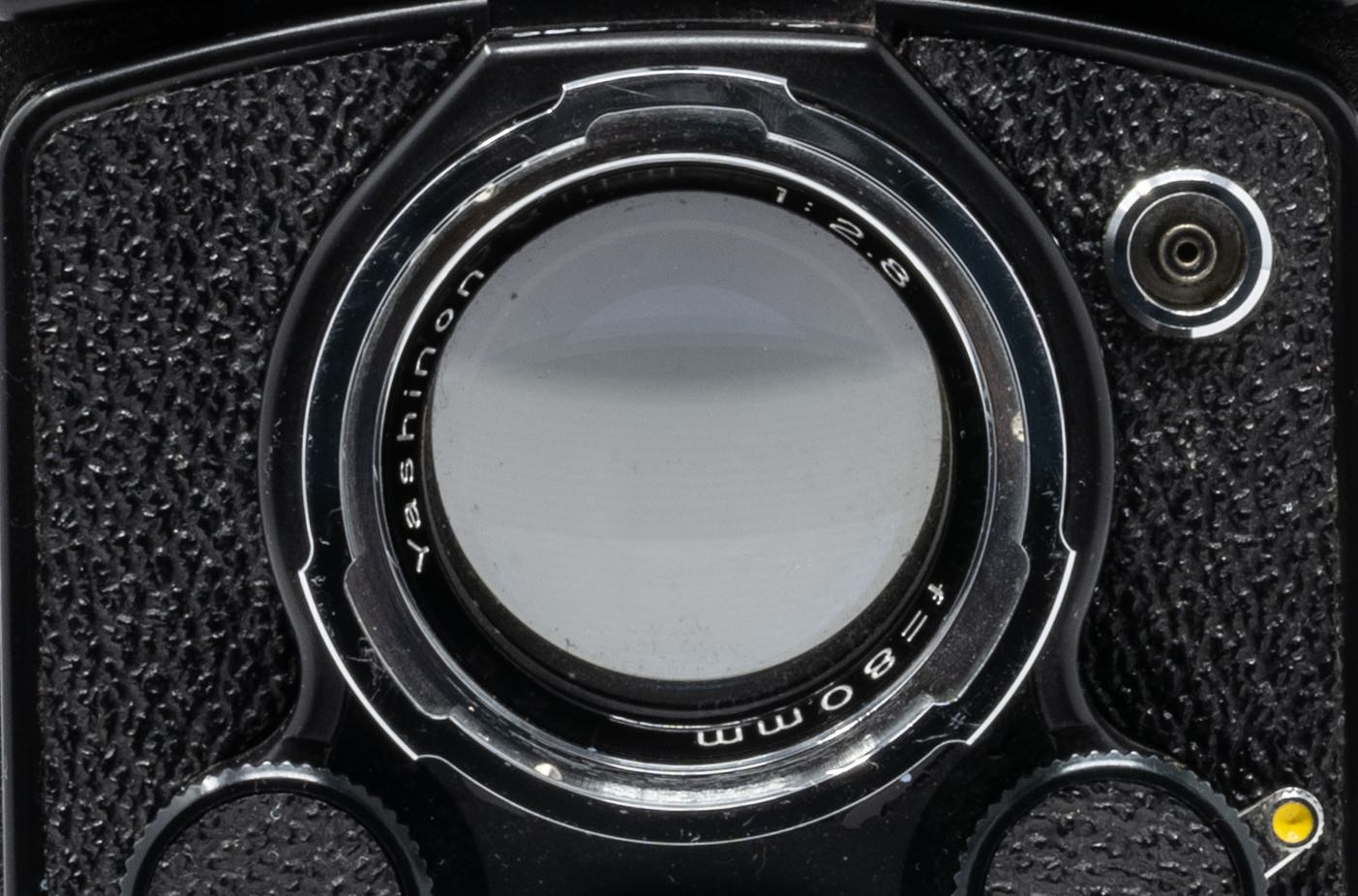
Obiettivo di inquadratura

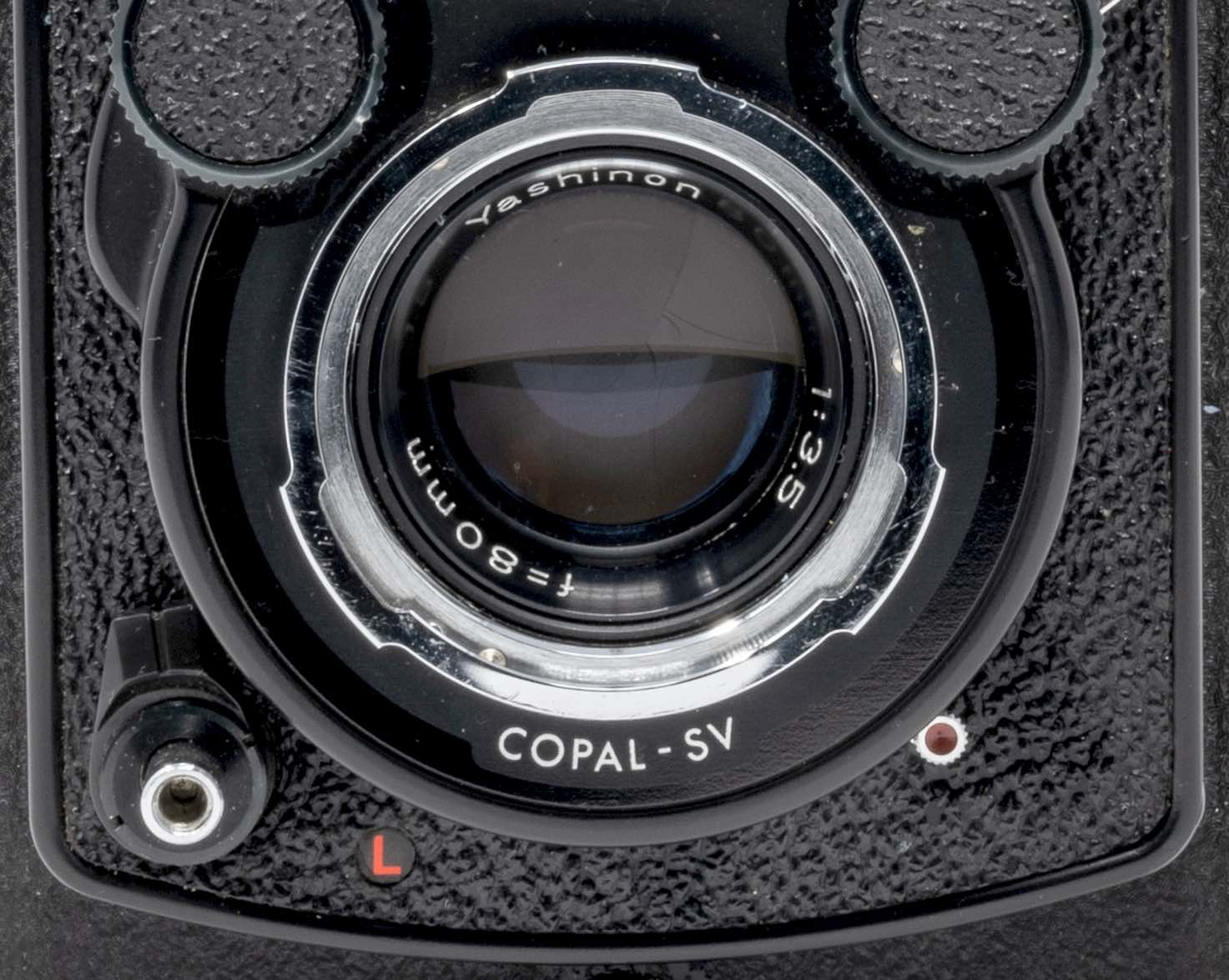
Obiettivo di ripresa

Quello superiore per la visione è uno Yashinon 80 mm f/2,8, che proietta l'immagine allo specchio fisso, messo a 45° per riflettere (reflex) l'immagine sul vetro smerigliato. L'ottica di ripresa (inferiore) è uno Yashinon 80 mm f/3,5, che nello specifico è un clone dello schema tessar, dal quale differisce leggermente per una resa di contrasto più timida, a causa del trattamento antiriflesso di minor qualità, che potrebbe creare anche alcuni flare in controluce spinti. 

### Otturatore
L'otturatore è un Copal SV meccanico a lamelle, incorporato nell'obiettivo fotografico in modo coassiale al diaframma, e permette la sincronizzazione del flash su qualunque tempo disponibile da 1 secondo a 1/500 di sec più la posa B (bulb). Offre la possibilità dell'autoscatto meccanico. 

### Esposimetro

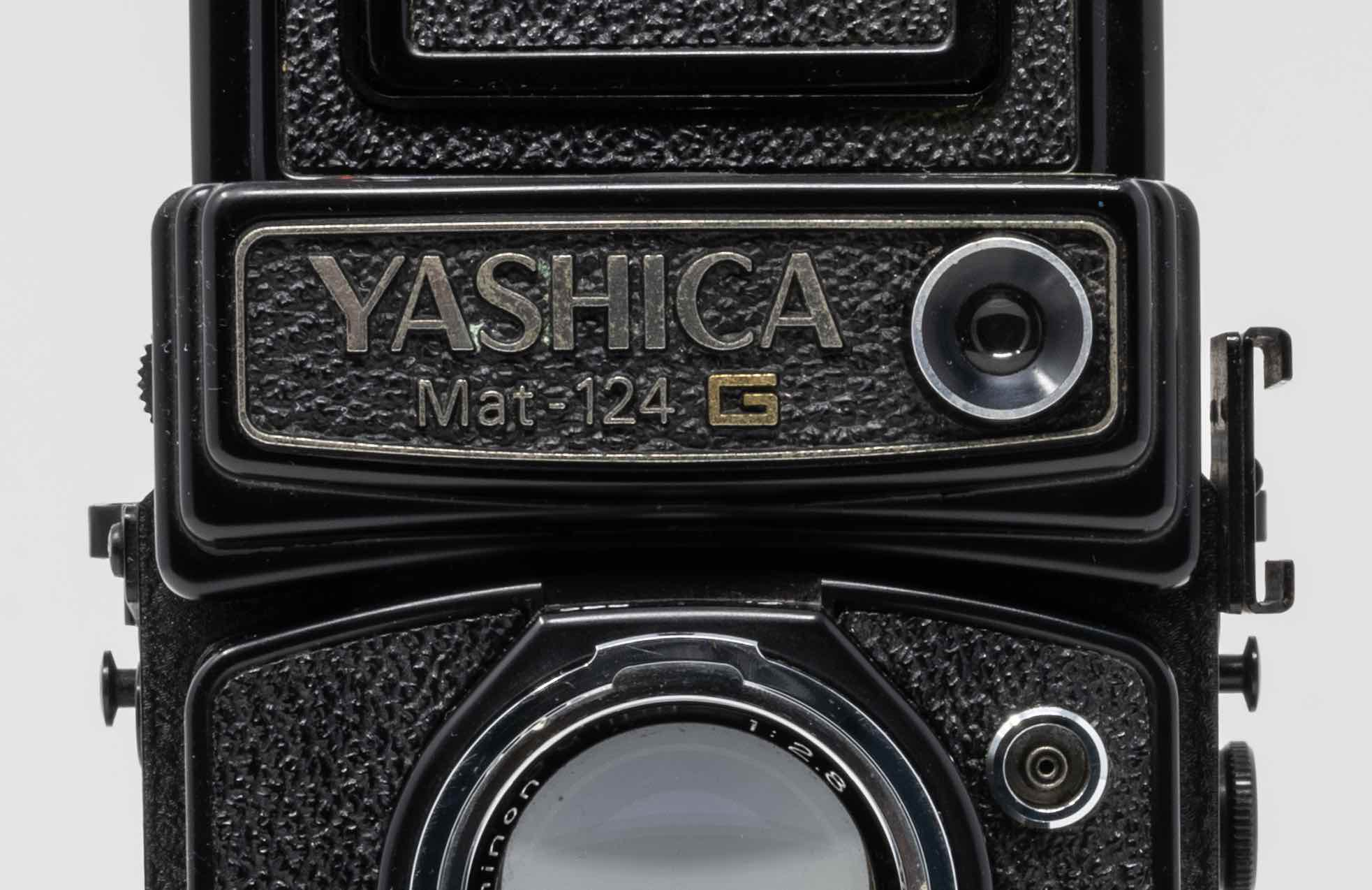
Esposimetro e presa flash

L'esposimetro (assente nelle prime Rolleiflex e in molte imitazioni di fascia inferiore alla Yashica) è dotato di cellula al CdS (solfuro di cadmio), che viene alimentata con una pila a mercurio da 1,35 volt, tipo PX 625, ed è accoppiato ai tempi e ai diaframmi tramite indici meccanici; per cui l'esposizione è naturalmente manuale. Le sensibilità della macchina vanno da 25 a 400 ASA, e la pila serve solo ad alimentare l'esposimetro, per cui i meccanismi funzionano anche senza alimentazione.

## Galleria d'immagini

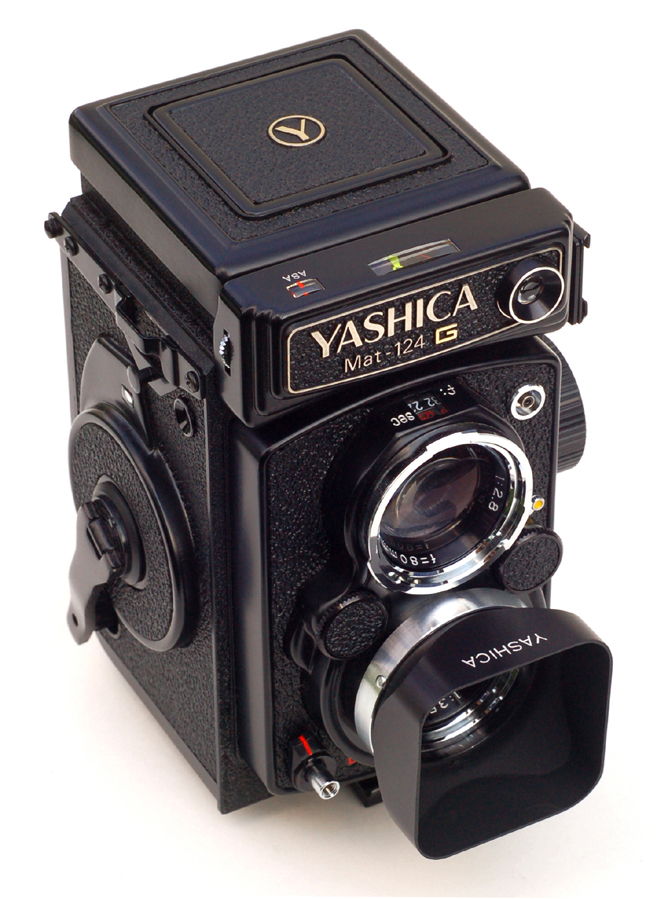
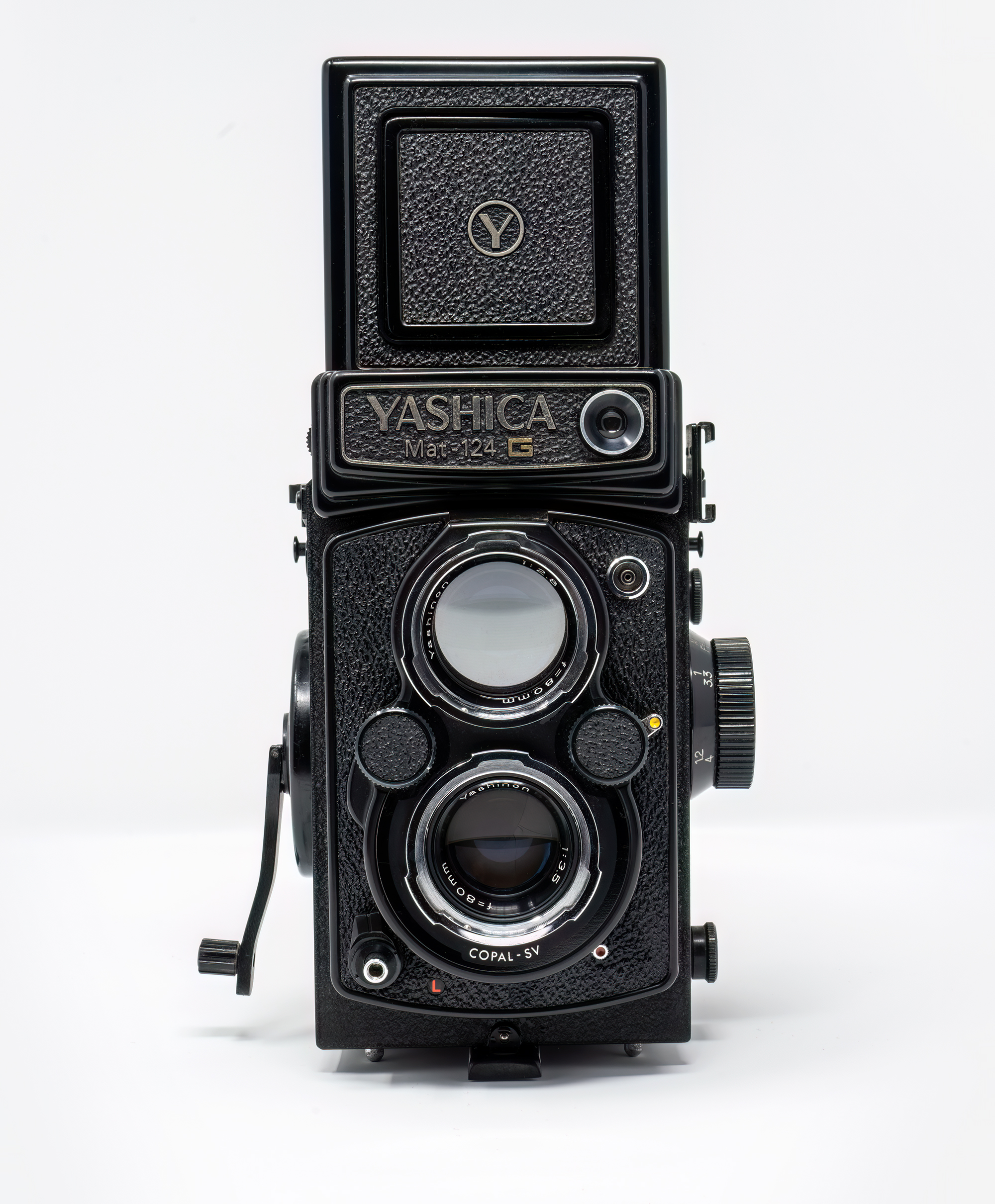
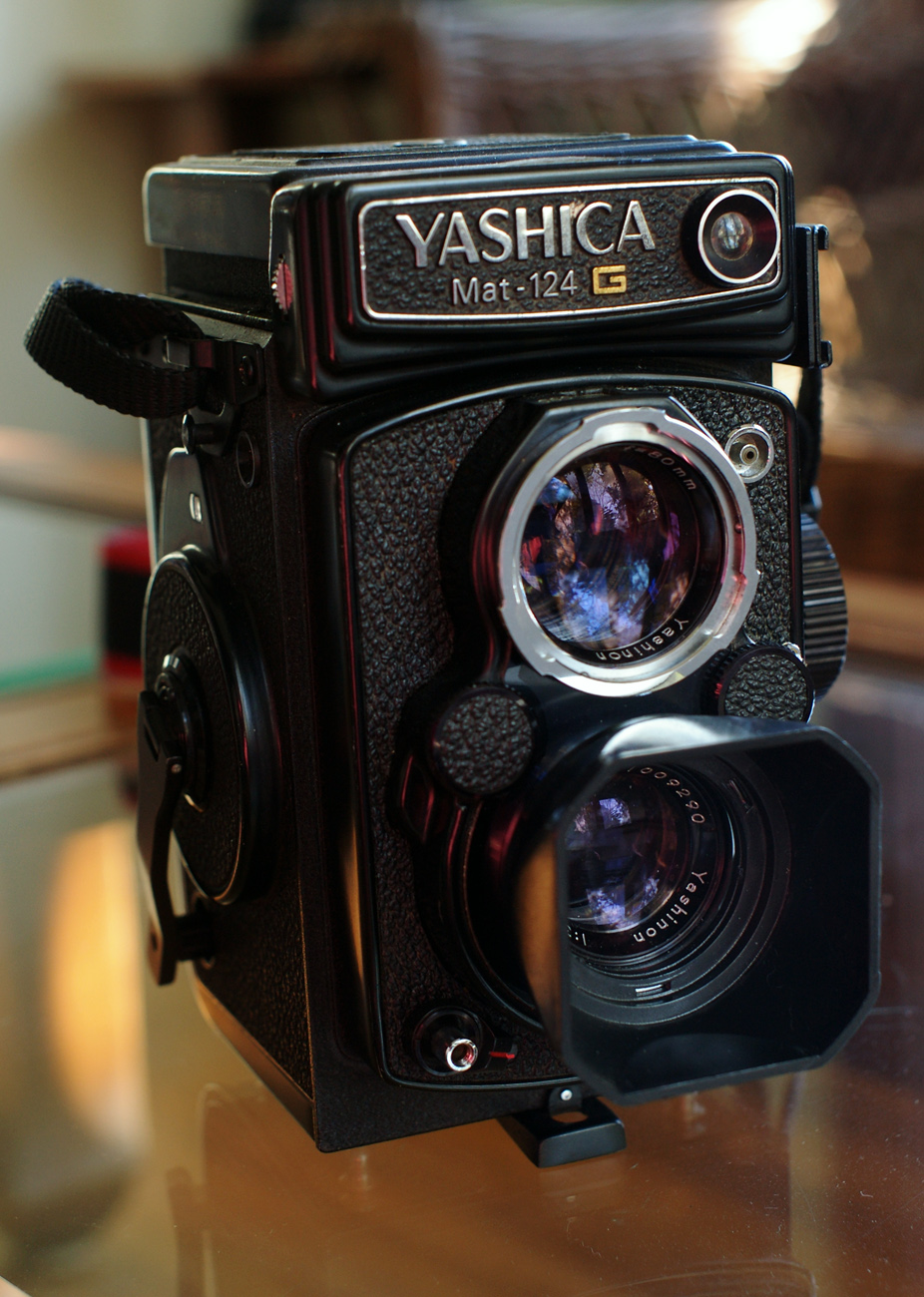
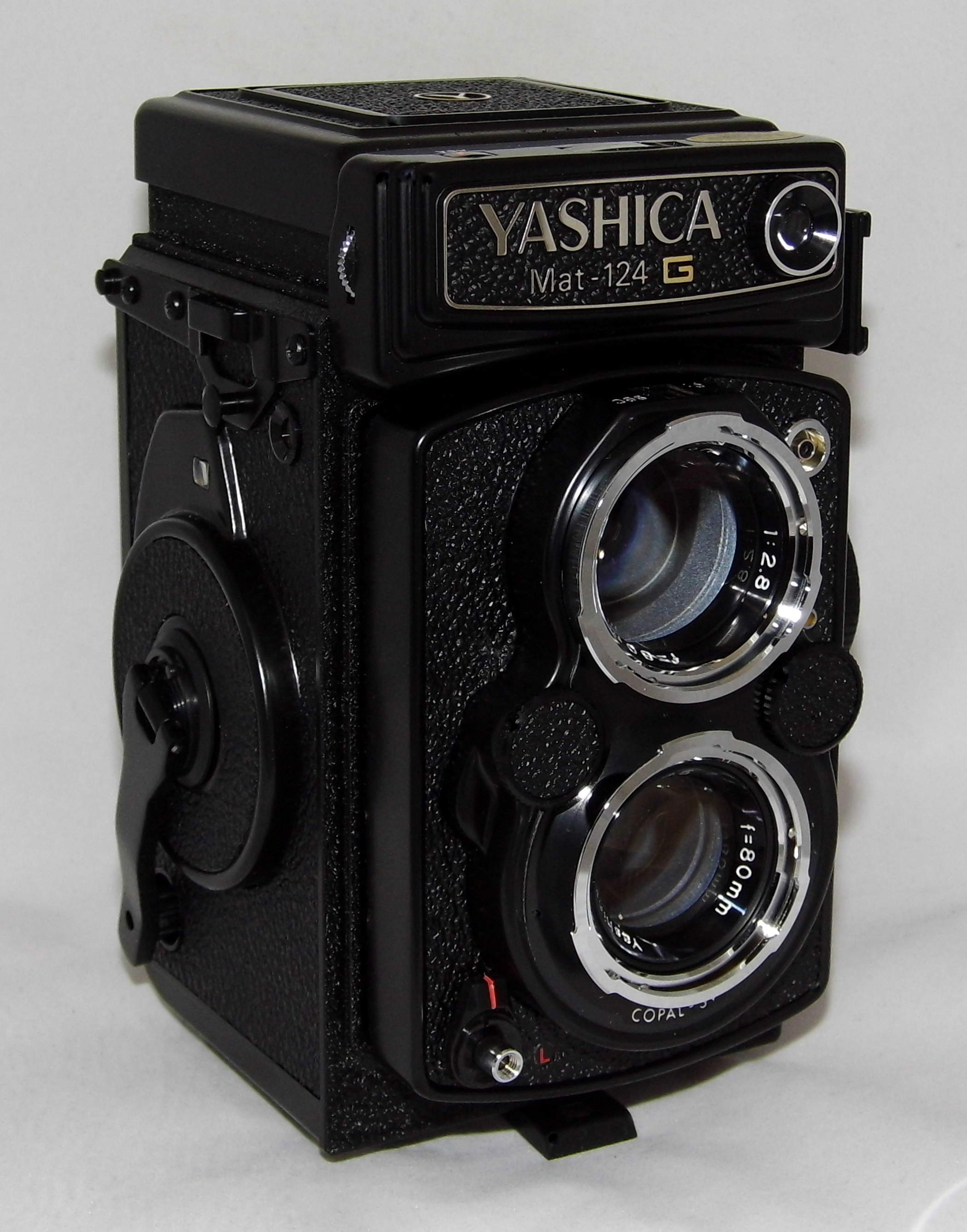
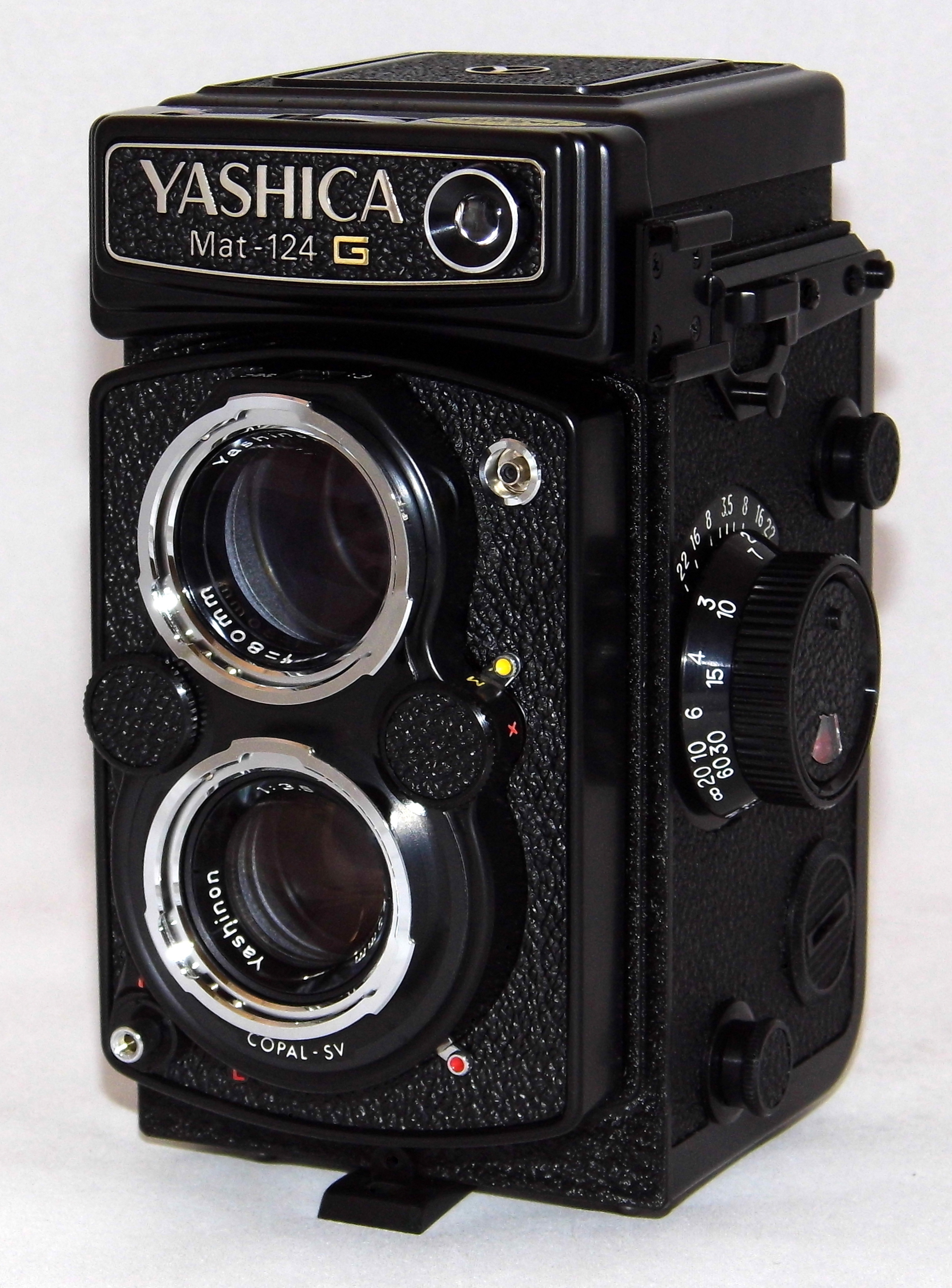
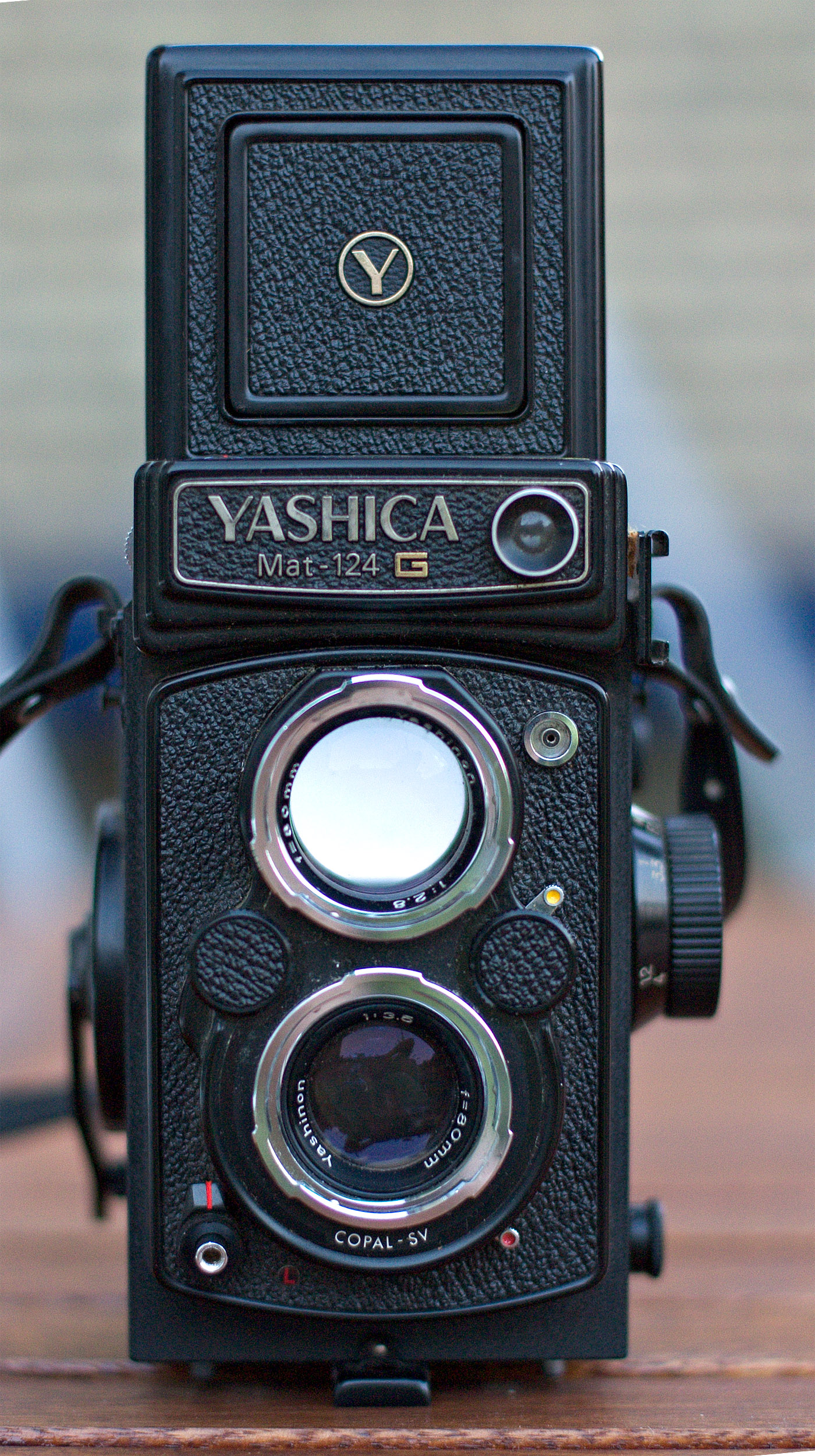
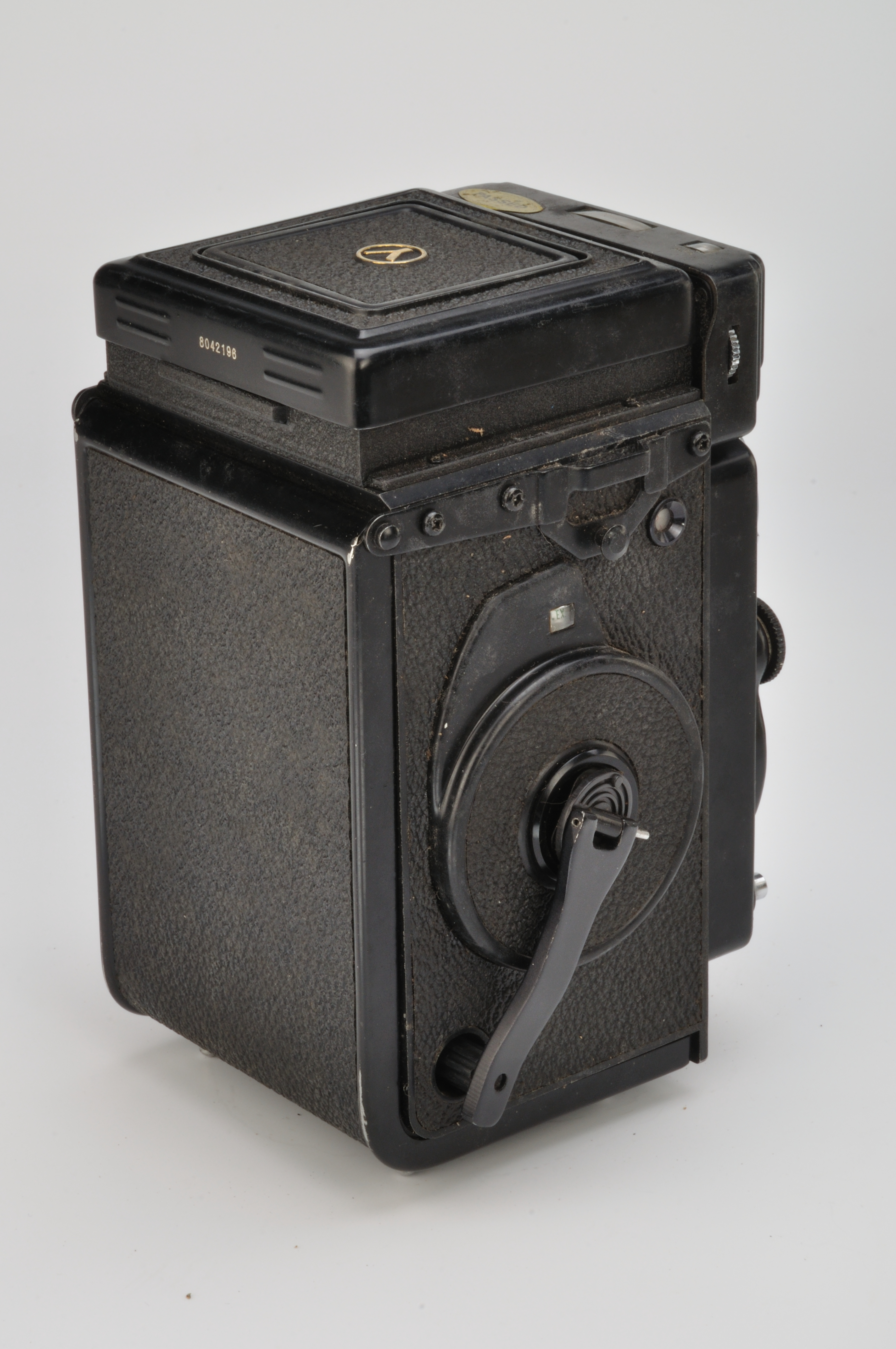
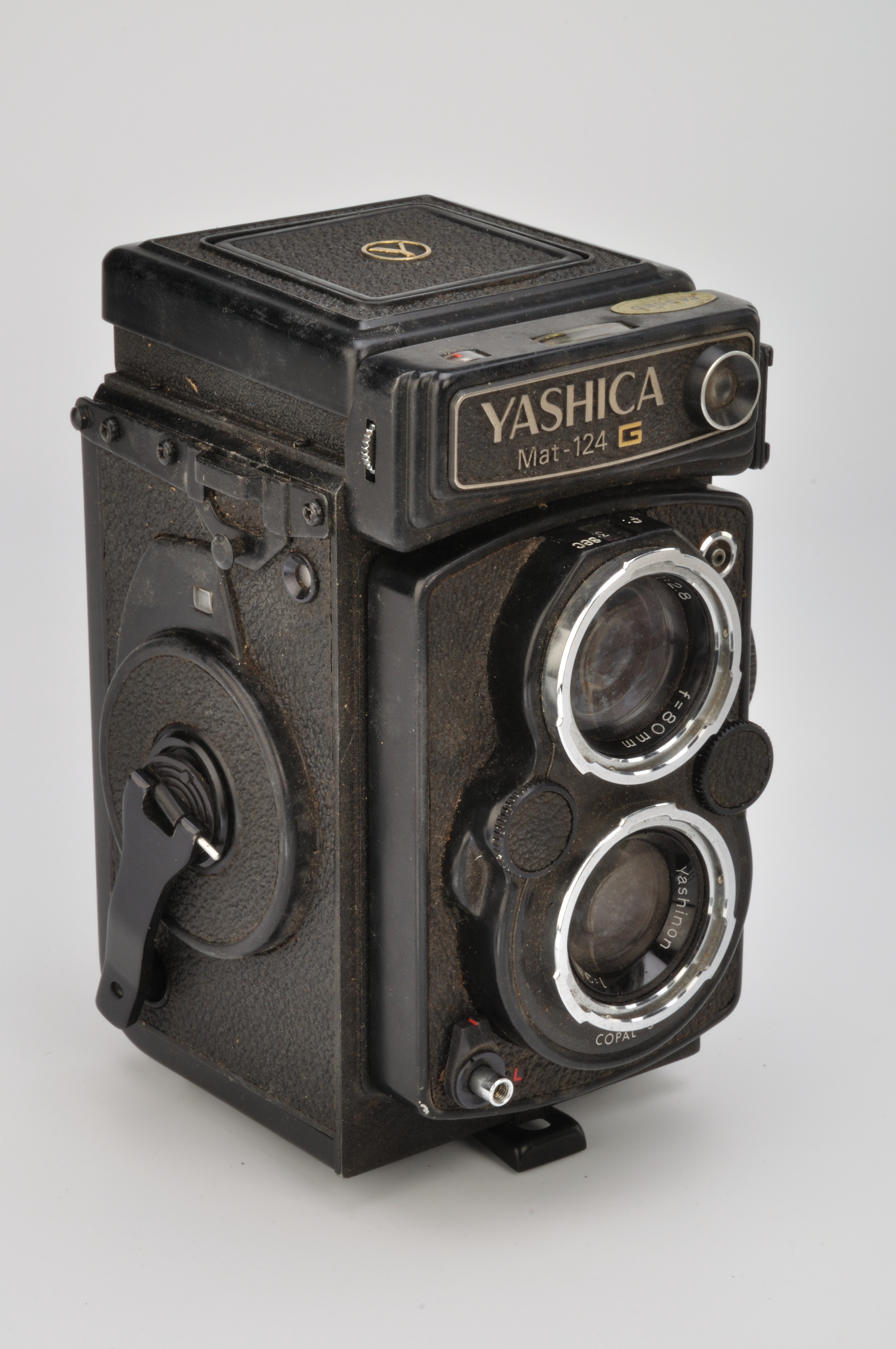
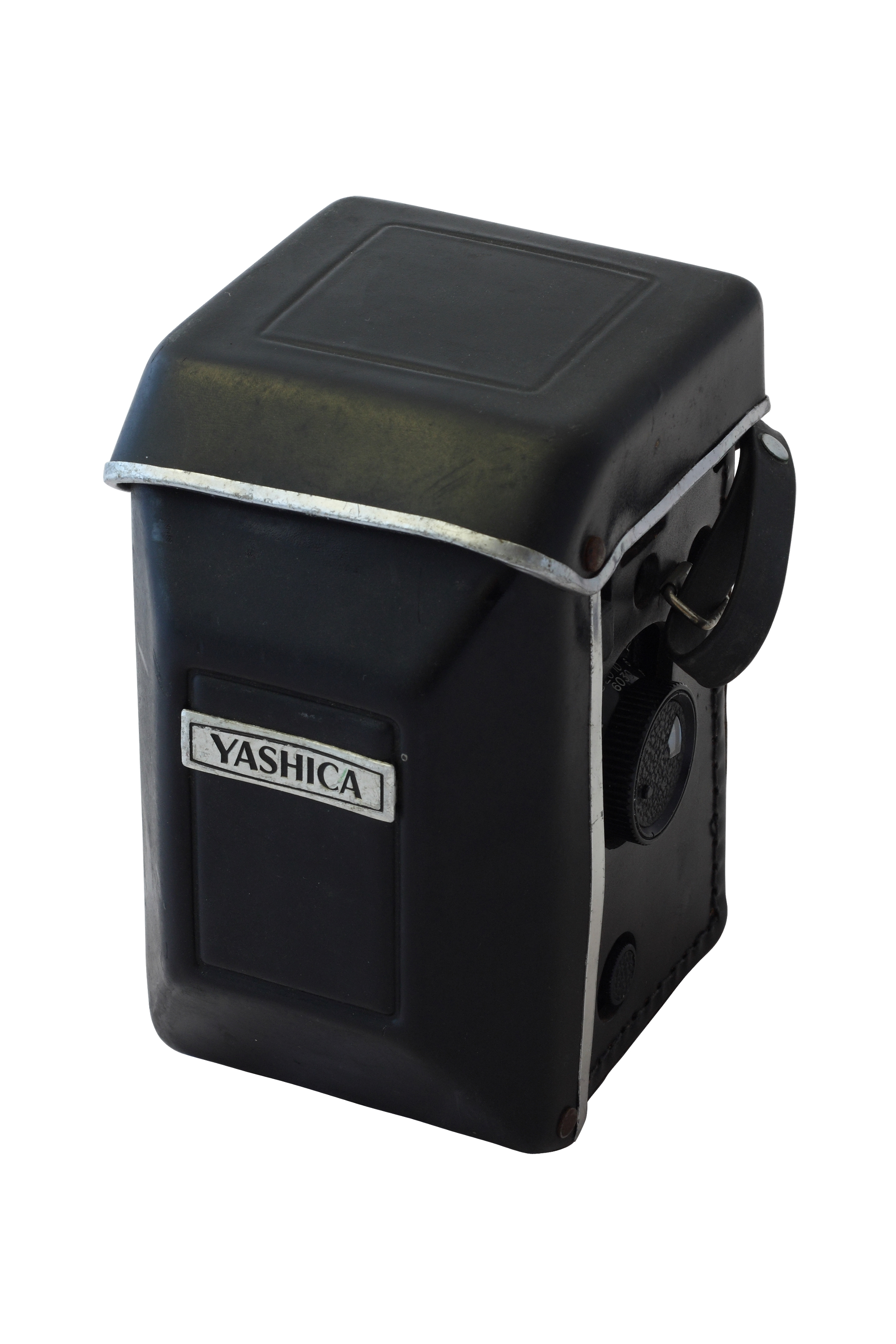
Custodia